# Charleys tant (film, 1941)
Charleys tant (engelska: Charley's Aunt) är en amerikansk komedifilm från 1941 i regi av Archie Mayo. Filmen är baserad på Brandon Thomas fars Charleys Tant (originaltitel Charley's Aunt), som hade urpremiär på teatern 1892.

## Handling
Studenterna Charley och Jack tvingar sin studiekamrat Fancourt Babberly att spela Charlieys brasilianska tant Donna Lucia. De behöver nämligen ett förkläde för att kunna bjuda ut Amy och Kitty, två fina societetsfröknar. 
Men komplikationer uppstår när nämnda tant, Fancourt i drag, blir föremål för Stephen Spettigues och Sir Francis Chesneys heta känslor. Samt att Charleys verkliga tant dyker upp och till sin förskräckelse upptäcker att hon...redan är där.

## Om filmen
Filmen hade premiär i USA den 31 juli 1941 och i Sverige den 29 januari 1945.	

## Rollista i urval
- Jack Benny - Fancourt "Babbs" Babberly
- Kay Francis - Donna Lucia d'Alvadorez
- James Ellison - Jack Chesney
- Anne Baxter - Amy Spettigue
- Edmund Gwenn - Stephen Spettigue
- Laird Cregar - Sir Francis Chesney
- Reginald Owen - Redcliff
- Arleen Whelan - Kitty Verdun
- Richard Haydn - Charley Wykeham
- Ernest Cossart - Brasset
- Morton Lowry - Harley Stafford

## DVD
Filmen finns utgiven på DVD.